# إيمرسون برين
إيمرسون برين هو منافس ألعاب قوى برازيلي، ولد في 17 مارس 1975.

## وصلات خارجية
- إيمرسون برين على موقع الاتحاد الدولي لألعاب القوى (الإنجليزية)
- إيمرسون برين على موقع أوليمبيديا (الإنجليزية)